# Bạn đồng hành (Doctor Who)

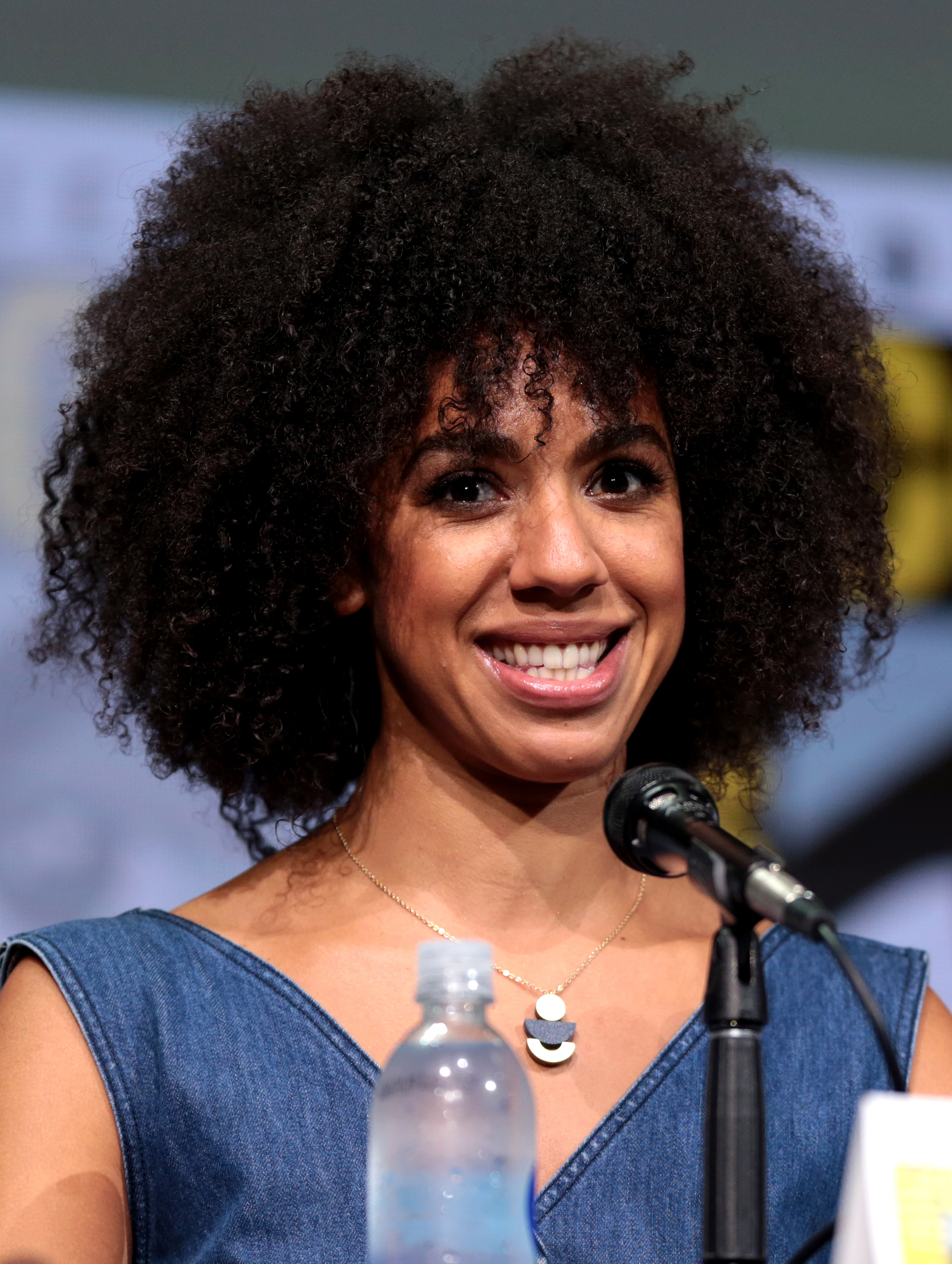
Pearl Mackie trong vai Billy Potts, bạn đồng hành của Doctor thứ mười hai.

Trong bộ phim truyền hình dài tập của BBC thuộc thể loại khoa học giả tưởng mang tên Doctor Who, cụm từ "bạn đồng hành" dùng để chỉ các nhân vật du hành, tham gia vào các cuộc phiêu lưu cùng với nhân vật Doctor. Trong nhiều câu chuyện của Doctor Who, các bạn đồng hành đóng vai trò như một khán giả. Họ đưa ra một cái nhìn khách quan và bao quát câu chuyện. Nhân vật bạn đồng hành thường đưa cốt truyện đi xa hơn và kịch tính hơn nhờ các câu hỏi hoặc vướng vào các rắc rối do chưa hiểu hết vấn đề, đôi khi là giúp đỡ, giải cứu hay thách thức Doctor. Tuy vậy, trong loạt phim tiếp nối từ năm 2005, cụm từ này ít được dùng nhiều trên phim. Doctor thường giới thiệu bạn đồng hành của mình như một "người bạn" hay "trợ lý".

## Lịch sử
Doctor luôn bắt đầu cuộc phiêu lưu của mình với các người bạn đồng hành. Trong loạt phim cũ, lúc nào ông cũng du hành cùng từ 3 bạn đồng hành trở lên. Ở hiện thân thứ nhất, bạn đồng hành của Doctor là cô cháu gái của ông Susan Foreman (Carole Ann Ford). Tính trong toàn bộ loạt phim cũ, Doctor đã có đến trên 35 người bạn đồng hành mà đặc biệt là Sarah Jane Smith (Elisabeth Sladen), người đã gắn bó với loạt phim cũ và tham gia khách mời trong một số tập của loạt phim mới.
Trong loạt phim mới bắt đầu từ 2005, Doctor thường chỉ du hành cùng một người bạn. Bạn đồng hành của Doctor thứ Chín và Mười phải kể đến Rose Tyler (Billie Piper), Martha Jones (Freema Agyeman), và Donna Noble (Catherine Tate). Bạn đồng hành của Doctor Mười một là Amy Pond (Karen Gillan) và Clara Oswin Oswald (Jenna-Louise Coleman). Thời kỳ của Doctor thứ Mười hai là Billy Potts (Pearl Mackie).

## Danh sách các bạn đồng hành

### Doctor thứ nhất (1963-1966)
| Bạn đồng hành  | Diễn viên       | Mùa phim                    | Tập đầu xuất hiện                    | Tập cuối xuất hiện      |
| -------------- | --------------- | --------------------------- | ------------------------------------ | ----------------------- |
| Susan Foreman  | Carole Ann Ford | 1, 2, tập đặc biệt năm 1983 | An Unearthly Child                   | The Five Doctors        |
| Barbara Wright | Jacqueline Hill | 1–2                         | An Unearthly Child                   | The Chase               |
| Ian Chesterton | William Russell | 1–2                         | An Unearthly Child                   | The Chase               |
| Vicki          | Maureen O'Brien | 2–3                         | The Rescue                           | The Myth Makers         |
| Steven Taylor  | Peter Purves    | 2–3                         | The Chase                            | The Savages             |
| Katarina       | Adrienne Hill   | 3                           | The Myth Makers                      | The Daleks' Master Plan |
| Sara Kingdom   | Jean Marsh      | 3                           | The Daleks' Master Plan              | The Daleks' Master Plan |
| Dodo Chaplet   | Jackie Lane     | 3                           | The Massacre of St Bartholomew's Eve | The War Machines        |
| Polly          | Anneke Wills    | 3–4                         | The War Machines                     | The Faceless Ones       |
| Ben Jackson    | Michael Craze   | 3–4                         | The War Machines                     | The Faceless Ones       |

- Susan Foreman (Carole Ann Ford): là một Time Lady quê nhà ở hành tinh Gallifrey, cháu gái và là bạn đồng hành đầu tiên của Doctor. Đến Trái Đất thập niên 60 thế kỷ 20, Susan học ở trường Coal Hill, cô có vốn hiểu biết khoa học lịch sử vượt trội, làm giáo viên khoa học Ian Chesterton và giáo viên lịch sử Barbara Wright chú ý, họ bám theo Susan về nơi đang ở, là một bãi phế liệu và vô tình khám phá ra bí mật của tàu TARDIS cũng như thân thế hai ông cháu Susan [8]. Doctor không muốn chuyện này bị tiết lộ nên đã khởi động tàu bắt cóc họ. Tương tự như Doctor, Susan Foreman không phải tên thật của cô. Susan yêu David Campbell một chiến sĩ ở thế kỷ 22, thương cháu Doctor muốn cô ở lại, Doctor chào tạm biệt và hứa ngày nào đó sẽ quay lại đón cô [9].
- Ian Chesterton & Barbara Wright (Jacqueline Hill & William Russell): là người Trái đất, giáo viên trường Coal Hill, Ian dạy khoa học còn Barbara dạy lịch sử. Do TARDIS của Doctor bị hỏng hóc, nó không thể đưa Doctor tới nơi ông muốn đến, do vậy Ian và Barbara phải chu du với Doctor. Thời gian đầu, quan hệ giữa hai người với Doctor không được tốt lắm, ông thường xuyên cáu gắt, chuyên quyền và hay nghi ngờ họ, cùng nhau trải qua nhiều cuộc phiêu lưu, họ trở nên gắn bó thân thiết hơn. Trong tập "The Chase" (1965), họ tìm thấy một máy thời gian của Dalek và thuyết phục Doctor dùng nó đưa họ về.
- Vicki (Maureen O'Brien): Doctor gặp Vicki & Bennett trên hành tinh Dido, họ sống sót sau một tai nạn tàu vũ trụ, đang chờ cứu hộ, cuộc sống của những người này đang bị đe dọa bởi sinh vật kì dị có tên Koquillion. Doctor cùng các bạn của mình đã khám phá ra Koquillion chính là Bennett, Bennett đóng giả làm quái vật giết toàn bộ những người sống sót, gồm cả cha Vicki và dân bản địa trên Dido để che đậy tội ác. Vicki được trào đón lên TARDIS. Trong tập "The Myth Maker" (1965), cô gặp gỡ và yêu Troilus con vua Priam thành Troy. Sau cuộc chiến thành Troy, Vicki ở lại sống với Troilus, cô đi vào thần thoại Hy Lạp với cái tên Cressida.
- Steven Taylor (Peter Purves): là phi công tàu vũ trụ thế kỷ 23, tàu của anh gặp tai nạn rơi xuống hành tinh Mechanus và anh bị các robot Mechonoid-những cư dân của hành tinh này giam cầm trong 2 năm. Steven thoát được nhờ Dalek tấn công thành phố của Mechonoid, trên đường chạy trốn anh tình cờ thấy TARDIS của Doctor và lẻn vào.Sau khi Vicki rời tàu và sống ở thời Hy Lạp cổ, Steven du hành một mình với Doctor. Steven chia tay Doctor trong "The Savages" (1966), anh ở lại một hành tinh vô danh, lãnh trách nhiệm xây dựng hòa bình giữa cư dân nơi đây.
- Katarina (Adrienne Hill): Cô sống trên Trái đất thế kỷ thứ nhất trước Công nguyên, là người hầu của nhà tiên tri Cassandra - con gái vua Priam thành Troy. Katarina du hành cùng Doctor và Steven Taylor. Katarina tin rằng Doctor là một vị thần còn TARDIS là một ngôi đền thiêng và tôn thờ ông mặc cho ông giải thích. Katarina du hành với Doctor không lâu thì trong "The Daleks' Master Plan", một tù nhân trốn chạy tên Kirksen bắt cóc cô trên một tàu vũ trụ để buộc Doctor lái tàu theo ý hắn, không muốn ông khó xử, Katarina mở nút khí của con tàu, cả hai bị hút ra khỏi tàu và tử vong.
- Sara Kingdom (Jean Marsh): là một sĩ quan an ninh thế kỷ 41, là người tạm thay vị trí của Katarina sau khi cô chết, Sara chỉ du hành với Doctor từ phần 4 đến phần 12 của "The Daleks' Master Plan"(tập 12 phần). Nhằm tiêu diệt bọn Dalek, Doctor kích hoạt Time Destructor - một thiết bị tăng tốc thời gian và bảo các bạn của mình chạy vào TARDIS để bảo vệ bản thân, nhưng Sara không chạy kịp, cô bị cỗ máy làm lão hóa nhanh chóng và tan thành tro bụi. Sara trở thành bạn đồng hành thứ 2 thiệt mạng.
- Dodo Chaplet (Jackie Lane): xuất hiện trong "The Massacre of St Bartholomew's Eve", Doctor cùng bạn đồng hành Steven Taylor du lịch tới Paris năm 1572. Tại đây, hai người chứng kiến chính sách đàn áp đối với người Huguenot, mặc dù họ đã kết thân với cô gái trẻ người Huguenot tên Anne Chaplet, nhưng Doctor biết không thể ngăn chặn vụ thảm sát hàng vạn người Huguenot gồm cả Anne do Giáo hội La Mã & giới chức trách Pháp gây ra, sự kiện được ghi trong sử sách với tên gọi: "Thảm sát Ngày lễ Thánh Bartholomew", vì vậy ông đưa Steven rời đi. Hai người dừng chân tại năm 1966, Steven giận Doctor do cảm thấy ông quá nhẫn tâm và bỏ đi nhưng quay lại sau đó để cảnh báo Doctor có cảnh sát đang tới, khi về anh gặp một cô gái trẻ bước vào TARDIS để xin gọi điện nhờ vì nghĩ đó là buồng điện thoại thật, cô gái giới thiệu mình là Dorothea Chaplet tên thường gọi là Dodo và có ông là người Pháp, Steven tin Anne Chaplet đã sống sót qua vụ thảm sát và Dodo chính là hậu duệ của cô. Doctor nghe lời cảnh báo của Steven vội lái tàu đi, không để ý Dodo vẫn trong tàu và đưa cả cô theo. Dodo khó có cơ hội trở về vì TARDIS sẽ hạ cánh ở địa điểm bất kỳ, nên cô du hành cùng Doctor. Steven sau này cũng nói lời tạm biệt Doctor trong "The Savages". Dodo bất ngờ chia tay Doctor trong "The War Machines" (1966), cô hôn mê sau khi bị siêu máy tính WOTAN kiểm soát tâm trí, Doctor buộc phải để cô lại để hồi phục, sau này ông được biết Dodo quyết định ở lại thế kỷ 20, Ben Jackson & Polly Wright thay thế cô, họ là những người sẽ được chứng kiến Doctor tái sinh lần đầu tiên.
- Ben Jackson & Polly Wright (Michael Craze & Anneke Wills): là người Trái đất, Ben & Polly xuất hiện lần đầu trong "The War Machines", Ben là thủy thủ Hải quân Hoàng Gia, còn Polly là thư ký làm việc cho Giáo sư Brett-người đang phát triển một trí tuệ nhân tạo tên WOTAN, siêu máy tính đó trở nên thông minh đến độ kết luận con người không thể phát triển nữa, và có ý định sử dụng một đội quân máy chiếm thế giới, hai người đã giúp 1st Doctor đánh bại WOTAN. HỌ du hành cùng 1st Doctor một thời gian cho tới khi ông tái sinh trong "The Tenth Planet" sau cuộc chạm trán đầu tiên với loài Cybermen. Họ tiếp tục du hành cùng 2nd Doctor. Cuối cùng thì TARDIS cũng tìm được đường về năm 1966 trong "The Faceless Ones", Ben & Polly chia tay Doctor, và họ trở về đúng ngày ra đi cùng Doctor.

### Doctor thứ hai (1966-1969)
| Bạn đồng hành                | Diễn viên                 | Seasons            | Tập đầu xuất hiện      | Tập cuối xuất hiện |
| ---------------------------- | ------------------------- | ------------------ | ---------------------- | ------------------ |
| Jamie McCrimmon              | Frazer HinesHamish Wilson | 4–6, 22            | The Highlanders        | The Two Doctors    |
| Victoria Waterfield          | Deborah Watling           | 4–5                | The Evil of the Daleks | Fury from the Deep |
| Zoe Heriot                   | Wendy Padbury             | 5–6                | The Wheel in Space     | The War Games      |
| Brigadier Lethbridge-Stewart | Nicholas Courtney         | 7-11, 1983 Special | The Web of Fear        | Battlefield        |

- Jamie McCrimmon (Frazer Hines): là người Trái đất sống ở thế kỷ 18, xuất hiện trong cuộc phiêu lưu thứ hai của 2nd Doctor "The Highlanders", anh là người thổi kèn túi của gia tộc McLaren, cùng chủ của mình tham gia vào lực lượng nổi dậy Scotland do Charles Edward Stuart đứng đầu, họ bị quân đội Anh Quốc đánh bại trong trận Culloden ngày 16/4/1746. Jamie là người bạn tốt bụng hay giúp người nhưng tính tình đơn giản, hơi ngờ nghệch và đôi khi hành động thiếu cân nhắc. Jamie chia tay Doctor trong "The War Games" (1969) khi ông bị đưa ra xét xử do vi phạm chính sách không can thiệp của Time Lord, còn Jamie và bạn đồng hành khác là Zoe bị đưa về thời đại của họ, đồng thời xóa sạch ký ức về quãng thời gian du hành cùng ông.
- Victoria Waterfield (Deborah Watling): là người Trái đất sống vào thế kỷ 19, cha cô là nhà khoa học Edward Waterfield - người đang thực hiện các thí nghiệm du hành thời gian. Điều này thu hút sự chú ý của bọn Dalek, chúng bắt Victoria để buộc cha cô làm việc cho chúng, sau này Victoria được Doctor cứu, nhưng cha cô đã hi sinh để cứu mạng Doctor, trước khi chết ông nhờ Doctor chăm sóc cô. Cô có biệt tài biết ai nói dối mình. Jamie rất quý Victoria, anh rất buồn khi cô ra đi. Victoria chia tay Doctor & Jamie trong "Fury from the Deep" (1968) vì thấy mình không phù hợp với kiểu phiêu lưu nguy hiểm của ông. Cô được gia đình Harris ở thế kỷ 20 nhận nuôi.
- Zoe Heriot (Wendy Padbury): là một nhà khoa học trẻ thế kỷ 21, làm việc trên Trạm không gian W3, cô gặp gỡ Doctor & Jamie khi họ buộc phải hạ cánh tại đây vì TARDIS gặp trục trặc. Khi Cybermen định chiếm đóng trạm không gian, Zoe đã trợ giúp Doctor đánh bại chúng, sau đó cô đi theo ông. Zoe là một thiên tài với chỉ số thông minh tương đương Doctor, có một trí nhớ tuyệt vời kết hợp với kỹ thuật giáo dục tiên tiến của thời đại mình giúp não bộ cô tương đương một máy tính, có thể thực hiện những tính toán phức tạp ngay trong đầu. Cô thường mặc bộ trang phục bó sát ánh kim. Trong "The War Games" (1969), Doctor bị các đồng hương Time Lord đưa ra xét xử vì vi phạm chính sách không can thiệp, Zoe cùng Jamie bị trả về thời đại của mình và xóa đi ký ức du hành cùng Doctor.

### Doctor thứ ba (1970-1974)
| Bạn đồng hành    | Diễn viên        | Seasons                           | Tập đầu xuất hiện    | Tập cuối xuất hiện |
| ---------------- | ---------------- | --------------------------------- | -------------------- | ------------------ |
| Liz Shaw         | Caroline John    | 7                                 | Spearhead from Space | Inferno            |
| Jo Grant         | Katy Manning     | 8–10                              | Terror of the Autons | The Green Death    |
| Sarah Jane Smith | Elisabeth Sladen | 11, 12, 14, tập đặc biệt năm 1983 | The Time Warrior     | The Hand of Fear   |

- Jo Grant (Katy Manning): là nhân viên dân sự của UNIT, được bổ nhiệm làm trợ lý mới của 3rd Doctor, là cô gái nhiệt tình, sôi nổi, hơi đoảng, dù có trình độ học vấn cao nhưng sự non nớt khiến Jo hay vướng vào rắc rối trong thời gian đầu làm trợ lý, thậm chí còn suýt gây nguy hiểm cho Doctor. Qua thời gian cô tự tin, trưởng thành hơn và đã giúp đỡ Doctor rất nhiều. Jo trở thành bạn đồng hành đúng nghĩa đầu tiên của 3rd Doctor sau khi TARDIS của ông phục hồi khả năng du hành và án lưu đày của Time Lord được xóa bỏ. Trong "The Green Death" (1973), Jo chia tay Doctor và rời UNIT để đính hôn với Giáo sư Clifford Jones, một nhà khoa học đoạt giải Nobel. Khi đã có tuổi, Jo có cuộc tái ngộ với 11th Doctor trong loạt phim "The Sarah Jane Adventures", tập "Death of the Doctor", lúc này cô đã mang họ chồng là Jones và có một đứa cháu trai tên Santiago.

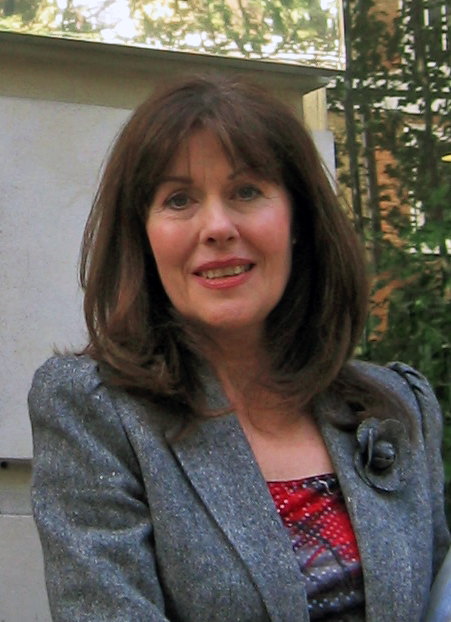
Elisabeth Sladen trong vai Sarah Jane Smith, bạn đồng hành với Doctor thứ 3 và 4, sau này găp lại Doctor thứ 10.

- Sarah Jane Smith (Elisabeth Sladen): là một nhà báo, cô điều tra việc hàng loạt nhà khoa học tại một cơ sở do UNIT kiểm soát biến mất. Vì tò mò, Sarah bước vào TARDIS và bị Doctor đưa về thời Trung Cổ, biết được một người Sontaran đứng sau mọi việc cô phụ giúp Doctor đánh bại hắn và giải cứu các nhà khoa học. Sarah du hành cùng 3rd Doctor một thời gian, tới khi ông tái sinh trong "Planet of the Spiders". Sarah tiếp tục du hành cùng 4th Doctor và bác sĩ Harry Sullivan, bộ 3 là chứng nhân cho sự ra đời của loài Dalek trong "Genesis of the Daleks". Tình bạn của họ sâu đậm, ông bất ngờ bị triệu tập về quê nhà Gallifrey, Doctor phải để Sarah lại. Ông gửi chú chó robot K-9 Mark III cho cô.
- Chuẩn tướng Lethbrigde-Stewart (Nicholas Courtney): ông thường được gọi là Sir Alistair, ông gặp 2nd Doctor lần đầu trong "The Web of Fear" khi còn là Đại tá, ông đã cùng Doctor ngăn chặn vụ tấn công hệ thống tàu điện ngầm London của đội quân Robot Yeti, do Great Intelligence cầm đầu. Khi Doctor bị các Time Lord buộc tái sinh sang hóa thân thứ 3 và lưu đày xuống Trái Đất, Chuẩn tướng đã mời ông làm cố vấn cho UNIT sau khi giúp đánh bại cuộc xâm lược của Auton. Ông là người hợp tác với nhiều hóa thân nhất trong Doctor Who bao gồm: 2nd Doctor, 3rd Doctor, 4th Doctor, 5th Doctor và 7th Doctor. Lần cuối ông xuất hiện trong một tập Doctor Who là trong "Battlefield" trợ giúp 7th Doctor. Là một người thích giải quyết vấn đề bằng chiến đấu chứ không phải bằng xã giao nên Chuẩn tướng và Doctor thi thoảng có mâu thuẫn, nhưng họ vẫn là bạn tốt của nhau.

### Doctor thứ tư (1974-1981)
| Bạn đồng hành  | Diễn viên                          | Seasons                | Tập đầu xuất hiện                             | Tập cuối xuất hiện                    |
| -------------- | ---------------------------------- | ---------------------- | --------------------------------------------- | ------------------------------------- |
| Harry Sullivan | Ian Marter                         | 12–13                  | Robot                                         | Terror of the Zygons                  |
| Leela          | Louise Jameson                     | 14–15                  | The Face of Evil                              | The Invasion of Time                  |
| K-9 Mark I     | John Leeson (voice)                | 15                     | The Invisible Enemy                           | The Invasion of Time                  |
| K-9 Mark II    | John LeesonDavid Brierley (voices) | 16, 18 17              | The Ribos Operation The Creature from the Pit | Warriors' GateThe Horns of Nimon      |
| Romana         | Mary Tamm và Lalla Ward            | 16 17–18, 1983 Special | The Ribos Operation Destiny of the Daleks     | The Armageddon FactorThe Five Doctors |
| Adric          | Matthew Waterhouse                 | 18, 19                 | Full Circle                                   | Earthshock                            |
| Nyssa          | Sarah Sutton                       | 18, 19, 20             | The Keeper of Traken                          | Terminus                              |
| Tegan Jovanka  | Janet Fielding                     | 18, 19, 20, 21         | Logopolis                                     | Resurrection of the Daleks            |

- Harry Sullivan (Ian Marter): Anh là Trung úy quân y Hải Quân, đảm nhiệm lo việc y tế cho UNIT. Anh lần đầu xuất hiện trong "Robot" khi được Chuẩn tướng giao việc chăm sóc Doctor sau khi vừa tái sinh từ hóa thân thứ 3 sang hóa thân thứ 4. Sau đó thì Harry du hành cùng Doctor và Sarah Jane một thời gian. Harry là một người Anh nghiêm nghị theo kiểu truyền thống, thể hiện qua gu thời trang lỗi thời và hay dùng kiểu xưng hô thời xưa, tuy thỉnh thoảng khá vụng về nhưng Harry là cũng một người dũng cảm, anh từng một lần cứu mạng Doctor khi ông vô tình dẫm phải mìn trong "Genesis of the Daleks". Vào cuối câu chuyện "Terror of the Zygons", Harry quyết định về nhà ở London bằng tàu hỏa thay vì tàu TARDIS, anh xuất hiện lần cuối trong "The Android Invasion" giúp Doctor chống lại Kraals, kẻ tạo ra một robot bản sao của anh.
- Leela (Louise Jameson): Cô là người của bộ tộc Sevateem trên một hành tinh vô danh, trong tương lai không xác định. Trong tương lai, Đoàn thám hiểm Mordee rơi tàu tại một hành tinh vô danh, những người sống sót định cư ở đây, qua thời gian hậu duệ của họ phân thành 2 bộ tộc là Tesh có kiến thức, khả năng tâm linh và Sevateem gồm những chiến binh hoang dã. Leela là chiến binh của Sevateem (nói chệch từ Survey team), cô bị đuổi khỏi tộc vì xúc phạm thần của họ Xoanon, thực chất là máy tính của Đoàn thám hiểm năm xưa đã hóa điên, 4th Doctor tình cờ gặp gỡ và giúp Leela đối phó với nó. Sau đó Leela yêu cầu du hành cùng Doctor, ông từ chối nhưng cô vẫn vào TARDIS khi tàu đã khởi động, buộc Doctor phải đưa cô theo. Sống kiểu nguyên thủy, nhưng Leela rất thông minh, nắm bắt các khái niệm tiên tiến nhanh, dù vậy cô vẫn từ chối lối sống văn minh. Trong "The Invasion of Time" Doctor trở về Gallifrey để ngăn chặn âm mưu xâm lược tổ quốc, Leela đi theo, cuối cùng phải lòng Andred một sĩ quan an ninh và ở lại hành tinh này, chú chó K-9 Mark I ở lại cùng cô.

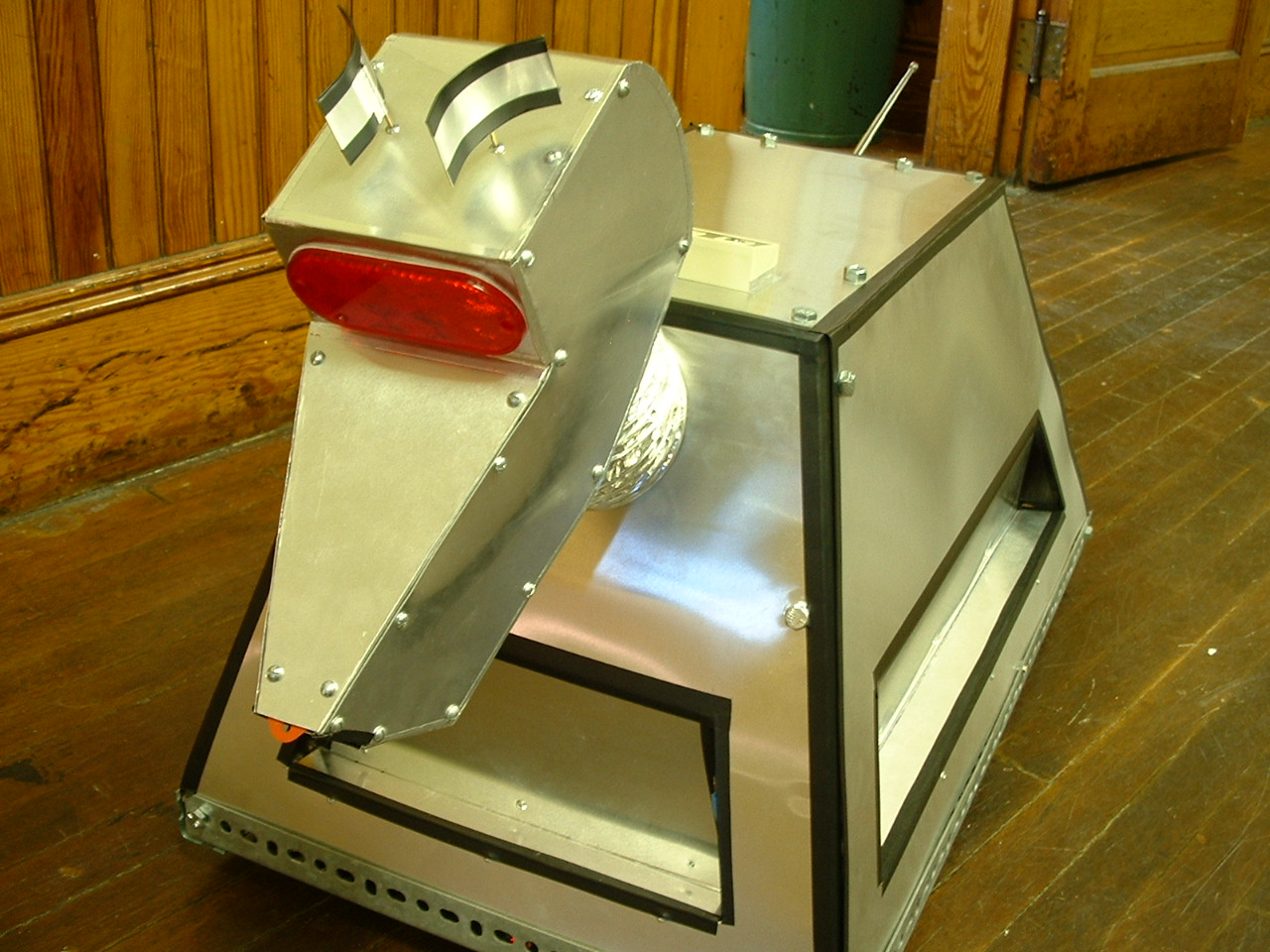
K-9 chú chó robot

- K-9 (giọng John Leeson): là một chú chó robot được chế tạo bởi Giáo sư Marius (Mark I), 4th Doctor (Mark II, III) và 10th Doctor (Mark IV). Có tổng cộng 4 phiên bản K-9 với kiểu dáng, chức năng tương đương nhau. K-9 Mark I xuất hiện lần đầu trong "The Invisible Enemy" (1977), là phát minh của Giáo sư Marius ở thế kỷ 51, ông tạo ra nó do quy định về trọng lượng khiến ông không thể mang chó thật lên vũ trụ. Cũng vì quy định về trọng lượng mà Giáo sư không thể mang nó về Trái Đất, nên ông tặng nó cho 4th Doctor. K-9 này du hành cùng Doctor tới khi quyết định ở lại Gallifrey cùng bạn đồng hành Leela của ông trong "Invasion of Time". K-9 Mark II xuất hiện lần đầu trong "The Ribos Operation" (1978), 4th Doctor tạo ra nó để thay thế cho phiên bản đầu, đây là phiên bản K-9 du hành cùng ông lâu nhất. Sau này, Doctor tặng nó cho bạn đồng hành Romana khi cô quyết định ở lại E-Space, một vũ trụ song song. K-9 Mark III xuất hiện lần đầu trong tập pilot thất bại của Spin-off "K-9 and Company": A Girl's Best Friend, Doctor gửi tặng nó tới bạn đồng hành cũ Sarah Jane Smith, nó cùng cô xuất hiện trong tập kỉ niệm 20 năm "The Five Doctors" và trở lại New Series trong tập "School Reunion" (2006), trong tập đó K-9 này đã hi sinh. K-9 Mark IV do 10th Doctor tạo ra như một sự bù đắp cho Sarah Jane ngay cuối tập "School Reunion", nó xuất hiện trong Spin-off "The Sarah Jane Adventure" và cũng là khách mời trong tập "Journey's End".
- Romana (Mary Tamm & Lalla Ward): là một Time Lady, sống tại hành tinh Gallifrey, thời đại Rassilon. Cô tái sinh trên phim 1 lần và có 2 phiên bản. Romana I xuất hiện lần đầu trong tập "The Ribos Operation" (1978), cô tự xưng là The White Guardian cử đi giúp đỡ Doctor tìm kiếm các phần của The Key to Time - một tạo vật giữ cân bằng vũ trụ, cuộc tìm kiếm này kéo dài trong toàn bộ Season 16. Romana ban đầu là một người sống quy tắc, kiêu căng và có phần ngạo mạn sau nhiều lần gặp rắc rối và được ông cứu, thái độ của cô thay đổi và trở nên tôn trọng ông. Romana II tái sinh vì một lý do nào không được tiết lộ, cô xuất hiện lần đầu trong "Destiny of the Daleks" (1979). Khi tái sinh cô đã lựa chọn dung mạo của công chúa Astra, một người mà Romana và Doctor đã gặp trước đó. Trong "Warrior's Gate", Romana ở lại E-Space - một vũ trụ song song vì không muốn trở về Gallifrey theo lệnh triệu tập của các Time Lord, Doctor đã tặng cô K-9 Mark II.

### Doctor thứ năm (1981-1984)
| Bạn đồng hành   | Diễn viên            | Seasons | Tập đầu xuất hiện | Tập cuối xuất hiện |
| --------------- | -------------------- | ------- | ----------------- | ------------------ |
| Vislor Turlough | Mark Strickson       | 20–21   | Mawdryn Undead    | Planet of Fire     |
| Kamelion        | Gerald Flood (voice) | 20, 21  | The King's Demons | Planet of Fire     |

- Adric (Matthew Waterhouse): là người Alzarian một nhà toán học trẻ ở hành tinh Alzarius thuộc E-Space(một vũ trụ thu nhỏ), xuất hiện lần đầu trong Full Circle (1980) anh gặp gỡ 4th Doctor cùng bạn đồng hành của ông Romana trong tập "Full Cirle" khi 2 người này vô tình bị hút vào E-Space, anh trở thành bạn đồng hành mới của Doctor khi đi lậu vé trên tàu TARDIS. Anh du hành với 4th Doctor một thời gian dài tới khi ông hy sinh trong Logopopis và tái sinh sang hóa thân thứ 5. Là một người thông minh nhưng trẻ tuổi và chưa chín chắn, Adric hay tỏ ra kiêu ngạo và hành động thiếu cân nhắc. Trong Earthshock (1982), loài Cyberman sử dụng một con tàu đâm vào Trái Đất nhằm hủy diệt mọi sự sống trên hành tinh, Adric cố ngăn chặn con tàu và vô tình đưa tàu về 65 triệu năm trước, một Cyberman bị thương đã bắn hỏng bàn điều khiển tàu và anh đã hy sinh cùng con tàu trước sự bất lực của Doctor, điều này gây ra tác động lớn cho ông lẫn các bạn đồng hành khác. Nghiệt ngã hơn là sự hi sinh của Adric là không cần thiết, vụ đâm tàu kia chính là nguyên nhân gây ra sự hủy diệt của loài khủng long trên Trái Đất.
- Nyssa (Sarah Sutton): thuộc chủng tộc Trakenite trên hành tinh Traken, là một nhà khoa học có dòng dõi quý tộc, Tremas cha của cô là một trong những quan chấp chính của hành tinh Traken. Ở lần xuất hiện đầu tiên trong The Keeper of Traken (1981), Nyssa đã giúp đỡ 4th Doctor và bạn đồng hành Adric của ông đánh bại kẻ thù Master, nhưng cha cô đã bị hắn nhập và đánh cắp cơ thể vào cuối tập đó. Nyssa tái ngộ Doctor trong tập tiếp theo "Logopolis" khi hành tinh của cô bị phá hủy bởi Master, Doctor cũng hy sinh khi cố ngăn hắn hủy diệt cả Vũ trụ. Sau khi Doctor tái sinh sang hóa thân thứ 5, Nyssa chính thức gia nhập đoàn du hành mới cùng với Adric và Tegan Jovanka. Là một nhà khoa học giỏi, Nyssa trở thành một trợ thủ đắc lực cho Doctor và là một trong số hiếm bạn đồng hành biết điều khiển tàu TARDIS. Cô chia tay Doctor trong tập "Terminus", khi quyết định ở lại trạm không gian Terminus để giúp đỡ những người bị bệnh ở đây.
- Tegan Jovanka (Janet Fielding): là một tiếp viên hàng không người Úc, cô đang trên đường đến sân bây Heathrow cùng cô của mình Vanessa để bắt đầu công việc mới ở hãng hàng không Air Autralia thì bị nổ lốp xe. Tegan thấy TARDIS bên đường bèn bước vào để xin giúp đỡ vì tưởng đó là bốt điện thoại cảnh sát thật. Tegan nhanh chóng bị lôi kéo vào các sự kiện trong "Logopolis", bắt đầu bằng việc người cô Vanessa bị Master sát hại, rồi lại chứng kiến Doctor rơi khỏi tháp thiên văn Pharos khi ngăn hắn hủy diệt Vũ trụ. Tegan du hành với 5th Doctor một thời gian vì ông gặp trục trặc trong việc điều khiển TARDIS và không thể đưa Tegan về đúng thời kỳ của cô. Sau cái chết của Adric trong Earthshock, Tegan chia tay Doctor vào cuối Season 19 trong tập "Time-Flight". Trong tập "Arc of Infinity" (Season 20), Tegan tái ngộ Doctor khi cô bị kẻ thù cũ của ông là Omega bắt cóc. Được Doctor cứu, Tegan (lúc này đã thôi việc) lại du hành cùng Doctor với thái độ vui vẻ hơn. Đi cùng Doctor, Tegan đã đối mặt với rất nhiều kẻ thù nguy hiểm như Cyberman, Omega, Black Guardian, Silurian, Dalek... Cùng với việc phải chứng kiến quá nhiều chết chóc khi đồng hành cùng Doctor nên trong tập "Resurrection of the Daleks", cô đã nói lời chia tay ông.
- Vislor Turlough (Mark Strickson): thuộc chủng tộc Trion, là dân tị nạn chính trị người hành tinh Trion, xuất hiện lần đầu trong tập "Mawdryn Undead" (1983). Anh rời quê hương vì nơi đó có nội chiến. Sinh sống và học tập ở Trái Đất một thời gian dài, Turlough vẫn khao khát được hồi hương. Biết được điều này, kẻ thù cũ của Doctor là Black Guardian đề nghị anh giúp ông ta tiêu diệt Doctor để đổi lấy tấm vé về nhà, Turlough đồng ý. Dù ban đầu tỏ ra là một kẻ xấu tính, ích kỷ, gian xảo, hèn nhát nhưng qua thời gian du hành cùng Doctor, tính cách của Turlough đã tốt dần lên và trở thành một người bạn đáng tin cậy của ông. Vào thời khắc quyết định trong "Enlightenment" Turlough đã hồi tâm chuyển ý, giúp Doctor thắng cuộc đua dành sự Giác ngộ của loài Vĩnh cửu và đánh bại Black Guardian. Dù Doctor đã hứa giúp Turlough về nhà, nhưng anh vẫn đồng hành cùng ông một thời gian. Trong "Planet of Fire (1984)", Turlough đã tìm được hành tinh quê nhà và nói lời chia tay Doctor.

### Doctor thứ sáu (1984-1986)
| Bạn đồng hành | Diễn viên     | Seasons | Tập đầu xuất hiện | Tập cuối xuất hiện                 |
| ------------- | ------------- | ------- | ----------------- | ---------------------------------- |
| Peri Brown    | Nicola Bryant | 21–23   | Planet of Fire    | The Trial of a Time Lord: Mindwarp |

- Peri Brown (Nicola Bryant):

### Doctor thứ bảy (1987-1989)
| Bạn đồng hành | Diễn viên       | Seasons | Tập đầu xuất hiện                                | Tập cuối xuất hiện |
| ------------- | --------------- | ------- | ------------------------------------------------ | ------------------ |
| Mel Bush      | Bonnie Langford | 24      | The Trial of a Time Lord: Terror of the Vervoids | Dragonfire         |
| Ace           | Sophie Aldred   | 24–26   | Dragonfire                                       | Survival           |

- Melanie Bush (Bonnie Langford):
- Ace (Sophie Aldred):

### Doctor thứ tám (1996)
| Bạn đồng hành  | Diễn viên       | Câu chuyện xuất hiện |
| -------------- | --------------- | -------------------- |
| Grace Holloway | Daphne Ashbrook | Doctor Who           |

- Grace Holloway (Daphne Ashbrook):

### Doctor thứ chín (2005)
Kể từ khi loạt phim được tái sản xuất sau thời gian dài ngưng phát sóng, sự đa dạng về chủng loài của bạn đồng hành không còn, bạn đồng hành trong loạt phim mới hầu hết chỉ giới hạn ở Con người của thế kỷ 21, không còn xuất hiện nhiều bạn đồng hành từ các chủng loài khác cũng như đến từ các thời gian khác trong quá khứ hay tương lai. Chỉ trừ có trường hợp là Professor River Song có thể xem là cùng chủng tộc với Doctor.
| Bạn đồng hành | Diễn viên      | Series  | Tập đầu xuất hiện | Tập cuối xuất hiện |
| ------------- | -------------- | ------- | ----------------- | ------------------ |
| Rose Tyler    | Billie Piper   | 1, 2, 4 | "Rose"            | "Journey's End"    |
| Adam Mitchell | Bruno Langley  | 1       | "Dalek"           | "The Long Game"    |
| Jack Harkness | John Barrowman | 1, 3, 4 | "The Empty Child" | "Journey's End"    |

Billie Piper trong vai Rose Tyler bạn đồng hành của Doctor 9 và 10.

- Rose Tyler (Billie Piper): là một cô gái người Trái đất hết sức bình thường làm việc trong một trung tâm mua sắm, có một người mẹ phiền phức là Jackie (Camille Coduri) và một chàng người yêu không có tương lai là Mickey (Noel Clarke) [18], cô lần đầu tiên gặp Doctor trong tập "Rose" (2005), Doctor đã cứu cô thoát khỏi Người nhựa [19]. Cô được Doctor mời cùng du hành với mình, tuy vậy trong suốt thời gian đó cô vẫn luôn phân vân rằng liệu mình đã đưa ra lựa chọn đúng đắng khi rồi bỏ mẹ mình và đi cùng với một người hoàng toàn xa lạ. Trong quảng thời gian đó, cô học được một bài học lớn rằng không nên thay đổi lịch sử, cô đã hiệu được việc làm của mình có tác động thế nào khi cố cứu cha của mình là Pete Tyler (Shaun Dingwall), người đã qua đời khi cô còn là một đứa bé [20]. Trong tập "Bad Wolf/The Parting of the Ways" (2005) Doctor phải chiến đấu với một hạm đội phi thuyền Dalek, Doctor không muốn cô phải chết nên đã gửi cô về nhà bằng TARDIS, tuy vậy cô tìm cách quay trở lại. Trong quá trình đó, cô đã tình cờ mở ra và nhìn vào bên trong tàu TARDIS, nhìn sâu vào time vortex,cô biến thành BAD WOLF và gửi bản sao của chính mình đi khắp vũ trụ để cảnh báo Doctor mỗi khi gặp nguy hiểm. Cô quay trở lại chiến trường và tiêu diệt hết Dalek và hồi sinh Jack Harkness. Tuy vậy, time vortex dần tàn phá tế bào của cô, Doctor đã hấp thụ hết năng lượng đó và tái sinh thành một hình hài mới [21]. Rose vô cùng hoảng sợ khi Doctor biến thành một người khác, Doctor lái tàu TARDIS về trái đất và bỏ lại Jack trên Satellite 5 [22]. Cô tiếp tục du hành cùng Doctor thứ 10 và nảy sinh tình cảm với anh. Trong tập "Tooth and Claw" (2006), họ chiến đấu chống lại người sói, và được Victoria của Anh phong hiệp sĩ, nhưng bên cạnh đó bà cũng cảnh báo và trục xuất họ khỏi vương quốc và lập ra Torchwood Institute để chống lại thế lực từ ngoái trái đất [23]. Trong một lần tình cờ, tàu TARDIS bị đưa đến thế giới song song. tại đây Rose gặp một phiên bản của cha mình, còn sống và rất giàu có[24], nhưng ở thế giới này, cô không tồn tại. Ở thề giới song song một chủng loại mới đang phát triển, chúng bắt đầu tiêu diệt và nâng cấp con người trở thành như chúng, Cyberman tràn ngập trong thế giới song song. Trong tập "Dooms Day" (2006), Daleks lợi dụng công nghệ của Time Lord đã mở một cánh cổng thời gian từ Time War vào thế giới thực tại nơi Rose đang sống. Cùng lúc đó, Cyberman từ thế giới song song cũng tìm được cách đến với thề giới này, cuộc chiến giữa chúng bắt đầu [25]. Nhờ vào công nghệ của Torchwood Institute, Doctor đã tìm cách nhốt bọn Daleks và Cyberman về nơi của chúng, trong lúc Cyberman bị hút vào thế giới song song thì tình cờ Rose cũng bị cuốn vào và cánh cổng bị đóng lại mãi mãi. Tuy vậy Doctor cũng chuyển cho cô một lời tạm biệt, anh nói nếu cứ tiếp tục đi lại giữa hai thế giới thì chúng có thể bị hủy diệt, tuy vậy Rose không quan tâm. Cô thú nhận tình cảm của mình dành cho anh, nhưng trước khi Doctor có thể trả lời thì kết nối bị ngắt [26]. Trong tập "Stolen Earth/Journey End" (2008) cô dùng máy dịch chuyển tức thời để quay lại giúp Doctor, khi cuộc chiến kết thúc anh đã gửi lại một phiên bản con người của chính mình lại cho cô ở thế giới song song khi thấy tình cảm của cô dành cho mình quá lớn.
- Jack Harkness (John Barrowman): Captain Jack xuất hiện lần đầu tiên trong tập kép "The Empty Child/The Doctor Dances" (2005), họ gặp nhau trong cuộc oanh kích Blitz tại Anh Quốc của Đức Quốc xã. Anh là một "Đặc vụ thời gian" đến từ thế kỷ 51. Ban đầu anh du hành cùng Doctor thứ 9 và Rose. Trong đoạn kết của phần 1 (2005), anh chiến đấu chống và cầm chân bọn Daleks, giúp Doctor có thời gian tiêu diệt chúng. Anh bị Daleks giết chết nhưng may thay, cùng lúc đó Rose trở thành Bad Wolf và hồi sinh Jack. Anh bị bỏ lại trên Satellite 5 và tìm cách trở về năm 1869 trên Trái đất thông qua Vòng tay thời gian, ở Trái đất anh làm việc cho Torchwood, anh chờ đợi Doctor qua nhiều thế kỷ mong có ngày sẽ được lại gặp ông. Cuối cùng anh cũng gặp lại được Doctor thứ mười và hỗ trợ ông trong nhiều cuộc chiến, trong đó có việc đối đầu với Dr. Yana (một bản thể của Master), trở lại và giúp ông chống lại Davros trong tập "The Stolen Earth" và "Journey's End". Trước khi trở về lại Cardiff, Jack thắc mắc rằng không biết sự bất tử của mình sẽ kéo dài bao lâu, cùng lúc đó anh nhớ về tuổi thơ ở quê hương Boeshane Peninsula. Điều này gợi ý rằng, một ngày nào đó anh sẽ trở thành nhân vật bí ẩn "Face of Boe".

### Doctor thứ mười (2005-2010)
| Bạn đồng hành           | Diễn viên        | Series             | Tập đầu xuất hiện      | Tập cuối xuất hiện     |
| ----------------------- | ---------------- | ------------------ | ---------------------- | ---------------------- |
| Mickey Smith            | Noel Clarke      | 2, 4               | "School Reunion"       | "Journey's End"        |
| Donna Noble             | Catherine Tate   | 2006 Special, 4    | "The Runaway Bride"    | "Journey's End"        |
| Martha Jones            | Freema Agyeman   | 3, 4               | "Smith and Jones"      | "Journey's End"        |
| Astrid Peth             | Kylie Minogue    | 2007 Special       | "Voyage of the Damned" | "Voyage of the Damned" |
| Sarah Jane Smith        | Elisabeth Sladen | 4                  | "The Stolen Earth"     | "Journey's End"        |
| Jackson Lake            | David Morrissey  | 2008–2010 Specials | "The Next Doctor"      | "The Next Doctor"      |
| Lady Christina de Souza | Michelle Ryan    | 2008–2010 Specials | "Planet of the Dead"   | "Planet of the Dead"   |
| Adelaide Brooke         | Lindsay Duncan   | 2008–2010 Specials | "The Waters of Mars"   | "The Waters of Mars"   |
| Wilfred Mott            | Bernard Cribbins | 2008–2010 Specials | The End of Time        | The End of Time        |

- Sarah Jane Smith (Elisabeth Sladen): Sau thời gian dài, Sarah tình cờ tái ngộ 10th Doctor khi 2 người cùng điều tra bí ẩn tại một trường học trong "School Reunion". Ban đầu, Sarah có bất hòa với bạn đồng hành của Doctor là Rose Tyler, 2 người nhanh chóng làm lành, cuối tập phim K-9 hy sinh và Doctor đã tặng cô Mark IV. Trong "Stolen Earth/Journey End", Sarah sát cánh cùng Doctor và các bạn đồng hành khác chống lại đội quân Dalek mà Davros mới chế tạo. 10th Doctor trước khi tái sinh, đã tới từ biệt Sarah.

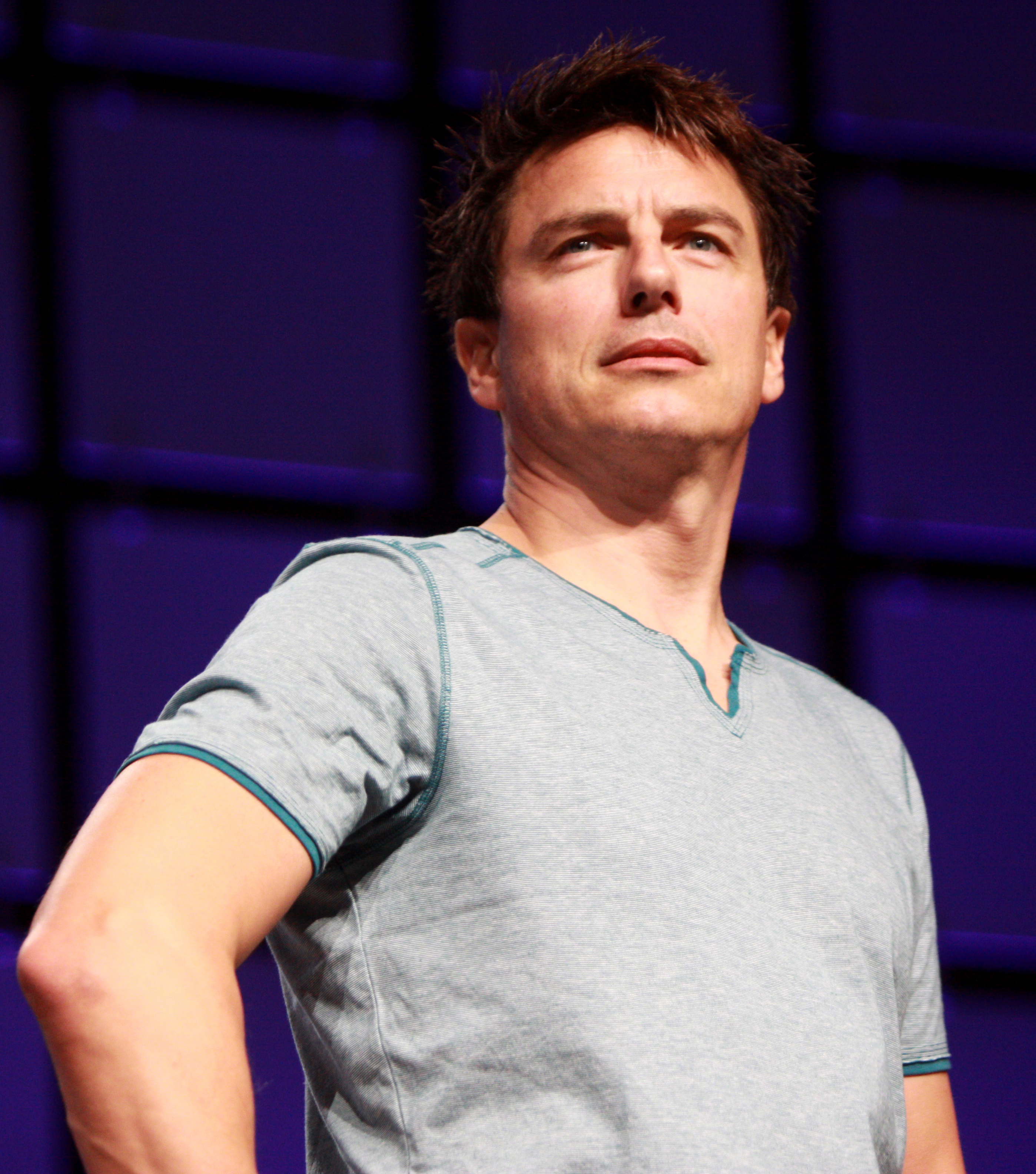
John Barrowman trong vai Jack Harkness

- Martha Jones (Freema Agyeman): là một bác sĩ thực tập, được Doctor cứu trong tập "Smith and Jones" (2007) khi bệnh viện nơi cô đang thực tập bỗng nhiên bị dịch chuyển lên mặt trăng. Sau sự kiện này, Doctor mời cô du hành cùng anh [39]. Du hành cùng Doctor, cô nảy sinh tình cảm với anh [40], nhưng do ám ảnh quá lớn về người bạn đồng hành trước kia (Rose Tyler), anh không chấp nhận tình cảm của cô. Trong tập phim hai phần "Human Nature"/"The Family of Blood" khi Doctor biến thành con người do dùng "chameleon arch", là một chiếc đồng hồ quả quýt biến Doctor thành một con người bình thường và lưu giữ bản chất Time Lord và ký ức của anh vào đó và anh đưa nó cho Martha giữ. KHi là con người anh yêu một cô giáo trong trường và Martha rất đau khổ và thốt lên rằng "You had to go and fall in love with a human... and it wasn't me" (Anh đi và yêu một con người... mà người đó lại không phải là tôi) [41][42]. Trong tập "Last of the Time Lords", cô phải đơn thân chiến đấu một mình do Doctor đã bị Master làm cho lão hóa và giam giữ. Cô nắm giữ trong tay vũ khí hủy diệt toàn bộ trái đất trong trường hợp Doctor chết và Master thắng thế, cô đã đi khắp thế giới nói với mọi người về Doctor và tìm cách đảo ngược thời gian, giúp Doctor hồi sinh, và hủy bỏ những gì Master đã làm. Sau sự kiện đó, Martha quyết định rời bỏ TARDIS, do cô nghĩ rằng mình không thể phí hoài cuộc đời mình với một người không xem trọng tình cảm của cô dành cho, tuy vậy cô cũng hứa rằng sẽ có ngày Doctor gặp lại cô [43]. Sau khi rời bỏ Doctor, cô có thời gian làm việc cho Torchwood và UNIT. Trong lần cuối cùng Doctor gặp cô trước khi tái sinh, cô đang cộng tác cùng Mickey Smith [44].
- Donna Noble (Catherine Tate): là một cô gái lắm chuyện, lần đầu tiên cô xuất hiện là trong tập "The Runaway Bride" (2007), cô tình cờ bị dịch chuyển một cách kỳ lạ từ lễ cưới của mình vào bên trong tàu TARDIS. Cô đã cứu Doctor thoát khỏi Nhện Chúa  [45], tuy vậy phải đến tập "Partners in Crime" (2008) thì cô mới chính thức đồng hành cùng anh, cô hoàn toàn đối với anh như bạn của mình [46][47]. Cô mang lại cho Doctor cái nhìn về lòng trắc ẩn, về việc đối xử với các chủng loài khác mình, và về việc phá vỡ nhiều quy tắc về du hành thời gian để cứu sống sinh mạng người khác như trong tập "The Fires of Pompeii" [48] và "Planet of the Ood" [49]. Vai trò của cô cũng được đề cao, trong tập "Turn Left", các quyết định hằng ngày của cô trong cuộc sống cũng tác động đến việc cô chưa bao giờ gặp Doctor và khiến Doctor tử nạn khi chiến đấu với "Nhện chúa" [50]. Trong tập phim 2 phần "The Stolen Earth" và "Journey's End", cô tình cờ chạm phải bàn tay đang tái sinh của Doctor và có được kiến thức cũng như sự tư duy của một Time Lord, nhờ vậy cô đã giúp Doctor đánh bại Davros. Tuy vậy do lo ngại lượng kiến thức đ1 sẽ làm hại đến cô, Doctor đã xóa hết ký ức đó và cả quãng thời gian khi du hành cùng mình, anh không muốn cuộc sống của cô bị ảnh hưởng xấu khi du hành cùng mình. Anh mong rằng cô sẽ không gặp lại anh nữa và mọi nỗ lực của cô khi cố nhớ lại điều có thể khiến cô bị nổ tung [44][51]. Trong tập "The End of Time" (2009), cô bị Master gợi lại khoảng thời gian từng đồng hành cùng Doctor, cô bắt đầu nhớ lại và điều đó bắt đầu đe dọa tính mạng của cô, cô bắt đầu đau đầu khi phải nhớ lại, tuy nhiên Doctor đã tìm cách bảo vệ cô. Cô kết hôn với một vị hôn phu mới tên Shaun Temple, và Doctor cũng không quên tặng cô một vé sổ số trúng để đảm bảo tương lai cho cô [52].

### Doctor thứ mười một (2010 - 2013)
| Bạn đồng hành | Diễn viên      | Series                | Tập đầu xuất hiện          | Tập cuối xuất hiện                                     |
| ------------- | -------------- | --------------------- | -------------------------- | ------------------------------------------------------ |
| Amy Pond      | Karen Gillan   | 5–7                   | "The Eleventh Hour"        | "The Angels Take Manhattan"                            |
| Rory Williams | Arthur Darvill | 5–7                   | "The Vampires of Venice"   | "The Angels Take Manhattan"                            |
| River Song    | Alex Kingston  | 6, tập đặc biệt 2015  | "The Impossible Astronaut" | "The Wedding of River Song"The Husbands of River Song" |
| Craig Owens   | James Corden   | 6                     | "Closing Time"             | "Closing Time"                                         |
| Clara Oswald  | Jenna Coleman  | 7–2013 Specials, 8, 9 | "The Snowmen"              | "Hell Bent"                                            |

Alex Kingston trong vài Professor River Song

- Amy Pond & Rory Williams (Karen Gillan & Arthur Darvill): Amy Pond xuất hiện lần đầu tiên trong tập "The Eleventh Hour" (2010), lúc đó còn là một cô bé 7 tuổi, cô tình cờ nhìn thấy tàu TARDIS rơi trước sân nhà mình, cô bé muốn Doctor sửa vết nứt trên bức tường của mình, anh hứa sẽ quay lại sửa nó sau 5 phút, tuy vậy 12 năm sau anh mới quay lại. Cô giúp Doctor chống lại loài Atraxi. Hai năm sau đó, Doctor quay lại và cô chính thức được Doctor mời du hành cùng. Sau sự kiện trong tập "Flesh and Stone" (2010), Amy tiết lộ rằng cô và Doctor rời khỏi Trái đất vào đúng đêm trước ngày đám cưới của cô và Rory. Họ du hành với Doctor trong thời gian dài trước khi bị Thiên thần Than khóc bắt và đưa về quá khứ trong tập "The Angels Take Manhattan" (2012).

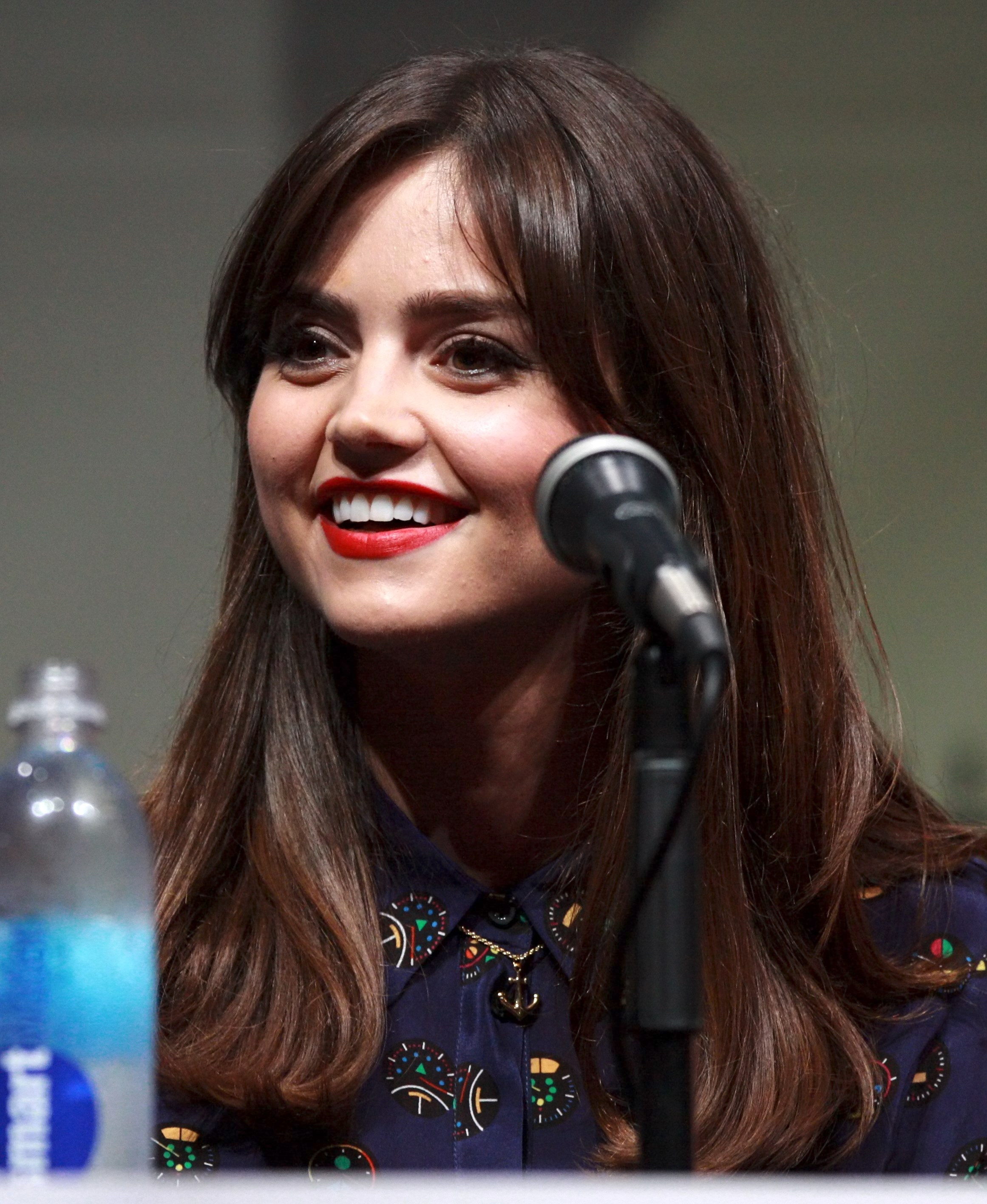
Jenna Coleman trong vai Clara, bạn đồng hành của Doctor thứ mười một.

- River Song (Alex Kingston): xuất hiện lần đầu tiên trong tập kép "Silence in the Library/Forest of the Dead", cô gặp Doctor thứ 10 tại một thư viện khổng lồ ở thế kỷ thứ 51, mặc dù Doctor nói rằng chưa từng quen cô, tuy vậy cô tiết lộ rằng cô sẽ là người Doctor hoàn toàn tin tưởng. River Song là một Giáo sư khảo cổ học đến từ tương lai của Doctor, cô luôn cầm trên tay một quyển sổ nhật ký có dạng và màu của TARDIS, quyển sổ ghi lại những lần cô gặp và du hành cùng Doctor. Quá khứ của cô là tương lai của Doctor, cô khiến Doctor thêm tin tưởng mình khi thì thầm vào tai Doctor tên thật của anh. River hy sinh tính mạng của cô để cứu mọi người trong cơ sở dữ liệu của thư viện trước khi Doctor làm điều tương tự. Tuy vậy, Doctor đã tìm cách cứu cô bằng cách lưu trữ ý thức của cô từ chiếc tua vit sóng âm (do tương lai của Doctor đưa cho cô) vào cơ sở dữ liệu của thư viện. Tại đó ý thức của cô được bảo tồn. Sau này Doctor thứ 11 nhiều lần gặp lại cô, nhưng đó đều là cô trước sự kiện đến Thư viện. Sau này Doctor phát hiện ra rằng, River Song chính là Melody Pond, con gái của Amy Pond và Rory William, cô có khả năng của một Time Lord là do được thụ thai trong TARDIS. Tuy vậy, khi vừa mới sinh ra, cô đã bị bắt cóc bởi Madame Kovarian để huấn luyện thành một vũ khí sống, mục tiêu hàng đầu được nhắm tới là Doctor, toàn bộ kế hoạch được xếp đặt bởi Silence. Trong tập "Let's Kill Hitler", cô đã dùng 1 lần tái sinh của mình để cứu sống Doctor do trước đó đã tìm cách giết ông.
- Clara Oswald (Jenna-Louise Coleman): Clara xuất hiện nhiều lần trước khi chính thức gặp Doctor. Lần đầu tiên cô gặp Doctor là trong tập "Asylum of the Daleks" (2012). Mỗi lần gặp Doctor cô đều cứu sống Doctor và bằng cách nào đó cô đều chết. Doctor không hiểu cô là ai mà có thể chết đi và gặp lại ông nhiều lần như thế. Bí ẩn xung quanh Clara được hé lộ trong tập "The Name of the Doctor" khi cô hy sinh bản thân để nhảy vào dòng thời gian của Doctor, cô bị phân rã thành nhiều bản thể khác nhau trong dòng thời gian để thay đổi những tác động gây hại cho Doctor của Great Intelligence. Trong dòng thời gian của Doctor cô gặp được tất cả các hiện thân của Doctor. Cô gặp Doctor thứ nhất và khuyên ông chọn đúng chiếc TARDIS ở hành tinh quê nhà của ông. Bị lạc trong dòng thời gian của Doctor, cuối cùng cô được chính Doctor cứu mình ra khỏi đó. Cô tiếp tục du hành với Doctor 11, trong tập giáng sinh The Night of the Doctor, Doctor bị cầm chân tại hành tinh Tranzelore và già đi theo thời gian nhưng không thể tái sinh tiếp được do chu kỳ tái sinh của ông đã được dùng hết, qua khe nứt thời gian Clara đã gửi thông điệp đến các Timelord và cầu xin cho Doctor tiếp tục tái sinh. Lời khẩn cầu của cô được đáp lại, Doctor 11 có một chu kỳ tái sinh mới, anh tái sinh thành Doctor thứ 12. Cô du hành với Doctor 12 đến tập "Heaven Sent" thì chết, Doctor đã dùng công nghệ của Timelord để đóng băng giây cuối củng của cuộc đợi cô lại trước khi chết, cô đánh cắp một TARDIS và du hành cùng với Ashildr, tuy nhiên rồi sẽ có 1 ngày cô phải trở lại và đối mặt với cái chết của chính mình.

### Doctor thứ mười hai(2013 - 2017)
| Bạn đồng hành | Diễn viên    | Series | Tập đầu xuất hiện               | Tập cuối xuất hiện |
| ------------- | ------------ | ------ | ------------------------------- | ------------------ |
| Nardole       | Matt Lucas   | 10     | "The Return of Doctor Mysterio" | "The Doctor Falls" |
| Bill Potts    | Pearl Mackie | 10     | "The Pilot"                     | —                  |

- Bill Potts (Pearl Mackie): Bill Potts xuất hiện lần đầu tiên tong tập "The Pilot". Bill phát hiện ra Doctor khi ông đang ẩn mình trong lốt một giáo sư đại học. Ấn tượng với tiềm năng còn ẩn dấu của cô, ông quyết định làm gia sư riêng cho cô. Tuy nhiên, sau khi người yêu thầm kín của Bill là Heather (Stephanie Hyam) bị biến thành nước và có thể du hành xuyên không gian thời gian, Doctor buộc phải tiết lộ bản chất ngoài hành tinh của mình và mời cô du hành cùng mình cùng với trợ lý là Nardole (Matt Lucas). Trong các tập tiếp theo, Bill dần khám phá ra thể chất của Time Lord như Doctor và các khái niệm du hành thời gian, ngăn chặn các cuộc xâm lăng của người ngoài hành tinh và kết thúc những mâu thuẫn trên những hành tinh xa xôi cũng như không gian sâu, là một người bạn thực sự của Doctor. Trong tập cuối của phần 10, "World Enough and Time" / "The Doctor Falls", Bill bị bắn xuyên tim bởi một người ngoài hành tinh sau khi tàu của ông đáp lên một con tàu có hình trụ dài nằm cạnh một lỗ đen. Những người trên con tàu yêu cầu đưa cô xuống các tầng ở dưới để chữa trị. Do nằm cạnh một lỗ đen thời gian trên tàu trôi rất khác thường. Ở tầng trên cùng của Doctor thời gian trôi rất chậm, ngược lại thời gian ở các tần dưới (xa lỗ đen) thì trôi nhanh hơn. Cuộc sống của Bill được cứu, nhưng 10 năm trôi qua trước khi Doctor có thể tiếp cận được cô, trong thời gian đó cô bị biến thành Cyberman đời đầu. Mặc dù Cybermen đã bị loại bỏ cảm xúc, tuy vậy Bill vẫn giữ nhân tính của cô và cảm nhận về bản thân mình vẫn không thay đổi đây là kết quả của những trải nghiệm khi du hành cùng Doctor. Cuộc chiến với Cyberman rồi cũng đến, Doctor đã dùng các ngòi nỗ trên tàu để cho nổ tung tất cả Cyberman, nhưng phải trả giá bằng việc Doctor bị thương rất nặng. Khi mọi thứ dần rơi vào bế tắc, Bill đã được Heather cứu thoát, biến cô thành một sinh vật giống như mình và cho Bill lựa chọn giữa việc đồng hành củng Heather, hoặc trở lại cuộc sống trên trái đất như một con người bình thường. Bill đưa Doctor về lại TARDIS nói lời chào tạm biệt ông, và cùng Heather ra đi.

### Doctor thứ mười ba (2018 - nay)
Vào tháng 10 năm 2017, BBC đã thông báo rằng Bradley Walsh, Mandip Gill và Tosin Cole sẽ vào vai các bạn đồng hành là Graham, Yasmin và Ryan tương ứng, và sẽ cùng Doctor thứ 13 là Jodie Whittaker du hành trong phần 11 của loạt phim Doctor Who ra mắt vào năm 2018.